# بورانی

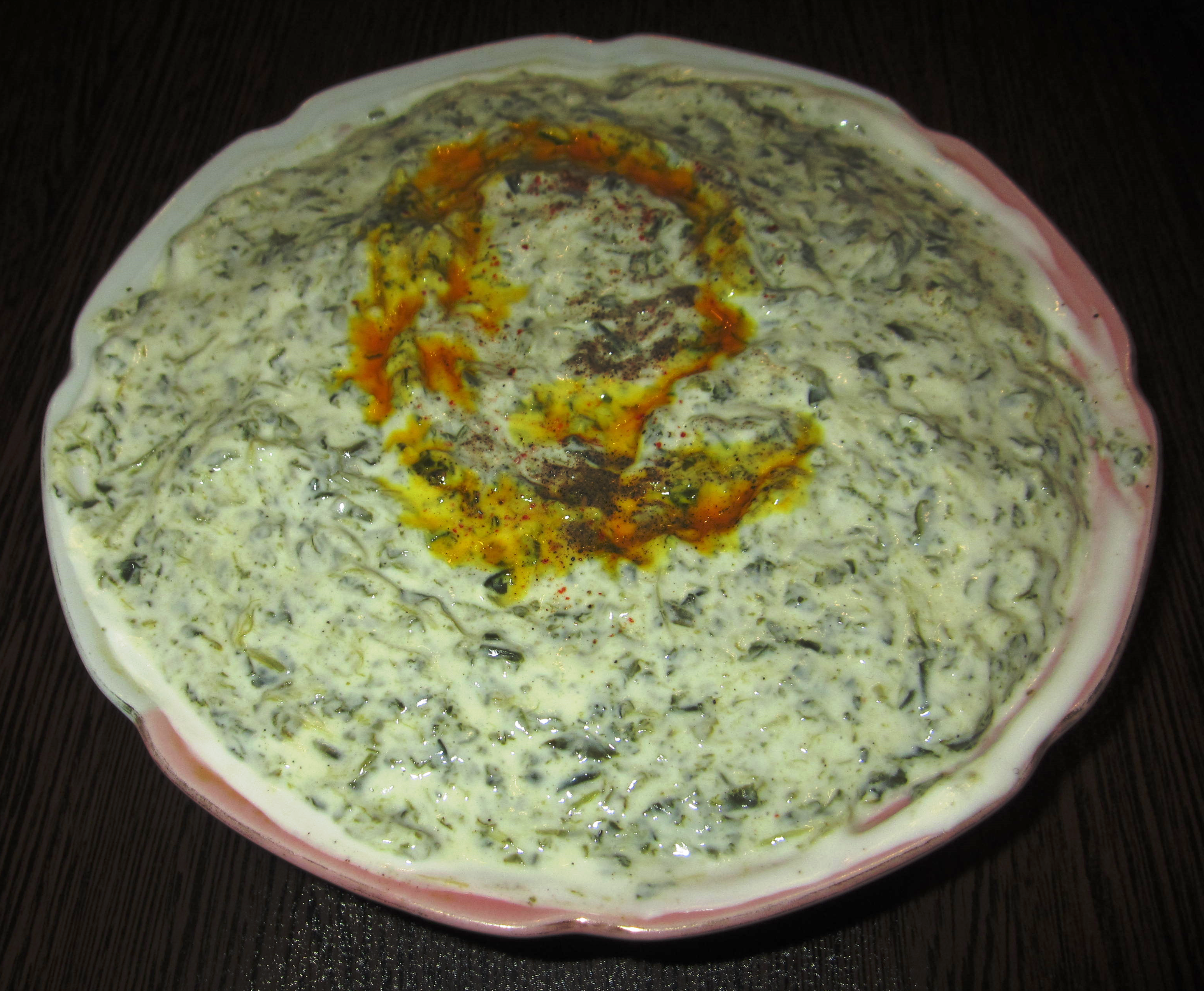
برانی اسفناج، تزیین شده با زعفران

بورانی، بُرانی و به ندرت بولانی نوعی غذا است که با مخلوط کردن اسفناج یا کدو یا بادمجان با ماست و کشک درست می‌کنند. یا لفظی برای نوعی خوراک ایرانی که امروزه معمولاً با ماست و سبزی پخته تهیه و به صورت گرم یا سرد به عنوان غذای اصلی یا فرعی مصرف می‌شود. در بعضی مناطق ایران، به این غذاها بورانی نمی‌گویند، بلکه غالباً به نام ماست و مادهٔ اصلی آن خوانده می‌شود، مانند ماست و اسفناج، ماست و لبو و غیره.
به گفته فرهنگ نفیسی نام بورانی را به افتخار بوران ملکه ایران چنین نهادند اما دانشنامه ایرانیکا می‌گوید آن را از این جهت بورانی خوانند که بوران شاعر ایرانی دوره عباسی و همسر مأمون مبتکر آن است.

## دیگر کشورها
در شمال هندوستان بورانی را رایتا (انگلیسی: Raita) و در جنوب پِچادی (انگلیسی: Pechadi) می‌گویند. در اسپانیا نیز نام فارسی آن به صورت آلبُرانیا (اسپانیایی: Alborania‎) درآمده‌است که با همین نام در آمریکای لاتین نیز به کار می‌رود.

## تاریخچه
به زعم حاجی محمدعلی باورچی بغدادی، آشپز دورهٔ شاه اسماعیل «هر قلیه که او را سیر و ماست داخل کنند او را بورانی گویند». در ادامهٔ توضیحات چنین برمی‌آید که در کنار گوشت و ماست، سبزیجاتی چون سلق، اسفناج و کدو هم داخل می‌کرده‌اند. در طی سه، چهار قرن بورانی، بدون گوشت، تبدیل به غذایی مستقل شده‌است.